# Adolf Spinnler
Adolf Spinnler (Liestal, 18 juli 1879 - 20 november 1950) was een Zwitsers turner. 
Spinnler won tijdens de Olympische Zomerspelen 1904 bij het turnen de gouden medaille in de driekamp en de bronzen medaille op de meerkamp.

## Resultaten

### Olympische Zomerspelen
| Jaar | Plaats      | Resultaten                                                      |
| ---- | ----------- | --------------------------------------------------------------- |
| 1904 | Saint Louis | in de driekamp turnen in de meerkamp 64 in de atletiek driekamp |